# حمیدالحق چودهری
حمیدالحق چودهری (بنگالی: হামিদুল হক চৌধুরী؛ ۲۵ اوت ۱۹۰۱ – ۲۱ ژانویهٔ ۱۹۹۲) سیاست‌مدار اهل پاکستانی-بنگلادشی بود. وی از سال ۱۹۵۵ تا سال ۱۹۵۶ وزیر امور خارجه پاکستان بوده‌است.